# Oxymycterus rufus
Oxymycterus rufus är en däggdjursart som först beskrevs av Johann Baptist Fischer 1814.  Oxymycterus rufus ingår i släktet Oxymycterus och familjen hamsterartade gnagare. IUCN kategoriserar arten globalt som livskraftig. Inga underarter finns listade i Catalogue of Life.
Denna gnagare förekommer i centrala Argentina och i angränsande områden av Uruguay. Habitatet utgörs av öppna gräsmarker.